# Сергий (Петров, Стефан Алексеевич)
Архиепископ Сергий (в миру Стефан Алексеевич Петров; 30 января 1864, станица Аксайская, Область Войска Донского — 24 января 1935, Монастырь Привина-Глава, Югославия) — епископ Русской православной церкви заграницей, архиепископ Черноморский и Новороссийский.

## Биография
Родился 30 января 1864 года в станице Аксайской Черкасского округа земли Войска Донского. Племянник архиепископа Владимира и иеромонаха Антония. Рано лишился родителей.
В 1886 году окончил Донскую духовную семинарию. Из-за душевного кризиса служить в церкви не захотел. Поселился в Томске. Был увлечён примером миссионерского служения, знакомясь с деятельностью алтайских миссионеров.
Из Томска он переехал в Москву, где поступил в Московский университет на историко-филологический факультет, курс которого окончил в 1890 году с дипломом I степени.
В годы учёбы в университете он решил окончательно посвятить себя Богу. С этой целью он в 1891 году прослушал несколько лекций на миссионерских курсах при Казанской духовной академии и был определён старшим миссионером в Алтайскую духовную миссию.
В 1892 году пострижен в монашество. 7 ноября того же года рукоположён во иеромонаха и назначен помощником начальника Киргизской миссии. По указу Синода Киргизская миссия выведена из состава Алтайской с 31 января 1895 года, её главой назначен иеромонах Сергий, возведённый в должность архимандрита

## Архиерейское служение
12 февраля 1899 года в Крестовой церкви архиерейского дома хиротонисан во епископа Бийского, викария Томской епархии. Чин хиротонии совершали: епископ Томский и Барнаульский Макарий (Невский), епископ Забайкальский и Нерчинский Мефодий (Герасимов) и епископ Приамурский и Благовещенский Иннокентий (Солодчин).
В 1899—1904 году переписывался, а затем лично общался с А. П. Чеховым, послужил одним из вдохновителей написания рассказа «Архиерей».
С 20 января 1901 года — епископ Омский и Семипалатинский, председатель епархиального комитета Православного миссионерского общества, награжден орденом св. Владимира III степени.
В 1903 году награждён значком «За содействие просвещению Сибири».
С 6 сентября 1903 года — епископ Ковенский, викарий Литовской епархии.
С 25 января 1907 года епископ Новомиргородский, викарий Херсонской епархии.
С 22 декабря 1913 года — епископ Сухумский.
После февральской революции 1917 года и провозглашения автокефалии Грузинской Церкви в марте, 11-14 мая 1917 года в Сухуме был организован «Съезд духовенства и выборных мирян абхазского православного населения Сухумского округа». Съезд вынес решение объявить Абхазскую церковь автокефальной и считать епископом автокефальной Абхазской Церкви Сергия (Петрова), епископа Сухумского. Однако решения съезда не были проведены в жизнь.
В 1917 году член Поместного Собора по должности, участвовал в 1-й сессии, член XVIII отдела.
В 1919 году председатель III отдела «О церковной дисциплине» Юго-Восточного Русского Церковного Собора (19-24 мая 1919 года), где было решено выделить самостоятельную Черноморскую и Новороссийскую епархию из состава Сухумской. Стал её правящим епископом, однако в разгаре гражданской войны не было возможности для организации епархии. Титул архиепископа Черноморского и Новороссийского сохранял до конца жизни.
С 1920 года — в эмиграции. После эвакуации из Константинополя прибыл в Сербию в ведение Высшего Церковного Управления за границей, где проживал в Монастыре Привина-Глава.
Член ВЦУ за границей, Русского Всезаграничного Церковного Собора 1921 года (отказался обсуждать вопрос о монархии с упоминанием династии), Архиерейского Синода и Архиерейских Соборов РПЦЗ 1923 и 1929 годов.
С осени 1934 года не выходил из монастырского даже в храм; собирался собороваться. Время обычно проводил сидя в кресле за чтение Священного Писания. Он часто говаривал: «Вот, прожил жизнь и думал, что знаю Священное Писание. А теперь, чем больше вчитываюсь, тем больше нахожу всё новое и новое и всё большую и большую красоту. Прежде не все замечал. Какая возвышенная и неподражаемая поэзия!»
Скончался 11 (24) января 1935 года. Отпевание было совершено 12/25 января архиепископами Кишинёвским Анастасием (Грибановским) и Курским Феофаном (Гавриловым) в сослужении русского и сербского духовенства.